# Harry Lawrence

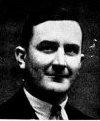
Harry Gordon Lawrence (1901-1973)

Harry Gordon Lawrence (Kaapstad 17 oktober 1901 - aldaar 10 april 1973), was een Zuid-Afrikaans liberaal politicus die behoorde tot de Verenigde Party (VP) en later de Progressiewe Party (PP).

## Biografie
Hij werd geboren in Kaapstad, bezocht de Rondebosch Boys' High School en studeerde aan de Universiteit van Zuid-Afrika (B.A. 1923, LL.B. 1925). Hij gaf gedurende zijn studie ook les aan de Western Province Preparatory School. In 1926 werd hij als advocaat toegelaten tot de balie.

### Politieke loopbaan
In 1929 werd Lawrence voor Salt River in de Volksraad gekozen. Hij was aanvankelijk lid van de Suid-Afrikaanse Party (SAP) en na de fusie van die partij met de Nasionale Party (NP) in 1934 voor de Verenigde Party. Hij was tot 1961 ononderbroken lid van het parlement (de laatste jaren voor de Progressiewe Party). Tussen 1939 tot 1948 bekleedde hij diverse ministersposten. Hij was minister van Binnenlandse Zaken (1939-1943; 1948), minister van Volksgezondheid (1939-1948) en minister van Justitie (1945-1948).
Tijdens een politieke bijeenkomst in 1943 werd Lawrence door leden van de Nasionale Party mishandeld waarbij zijn mild werd beschadigd. Sindsdien had hij voortdurend pijn.
Harry Lawrence was in 1947 lid van de Zuid-Afrikaanse delegatie bij de conferentie van het Britse Gemenebest in Canberra, Australië en Zuid-Afrikaans gedelegeerde bij de Verenigde Naties.
Bij de verkiezingsoverwinning van de Nasionale Party in 1948 kwamen Lawrence en de VP in de oppositie terecht. Hij keurde de lijn van zijn partij af en wenste een duidelijker oppositiegeluid tegen de nationalistische regering van D.F. Malan en diens opvolgers J.G. Strijdom en Hendrik Verwoerd. Hij behoorde tot de meest liberale leden binnen de VP-fractie en was tegenstander van de apartheidspolitiek. Met twaalf fractiegenoten stapte hij in 1959 uit de Verenigde Party en was betrokken bij oprichting van de Progressiewe Party (PP). Lawrence werd in 1960 tot nationaal voorzitter van de PP gekozen. Hij zag een jaar eerder nog af van het politieke leiderschap; Jan Steytler nam die functie op zich.

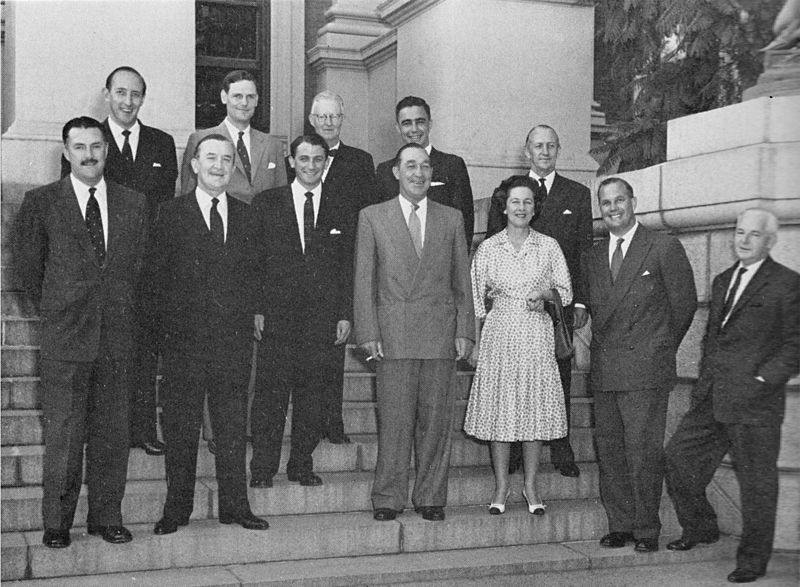
De fractie van de Progressiewe Party in 1960 met als tweede van links Harry Gordon Lawrence. In het midden in het lichte pak fractievoorzitter Jan Steytler en aan zijn linkerzijde Helen Suzman. Alle PP-parlementariërs behalve Suzman, verloren in 1961 hun zetel.

Behalve Helen Suzman verloren alle andere elf PP-parlementariërs hun zetel in het parlement bij de verkiezingen van 1961. Lawrence bleef op de achtergrond betrokken bij de Progressiewe Party en nam in 1970, na het afreden van Steytler, tijdelijk de functie van politiek leider waar. Colin Eglin volgde hem in 1971 op als politiek leider van de PP.
Harry Lawrence overleed in 1973 in Kaapstad.

## Persoonlijk
Harry Lawrence was sinds 1931 met Jean St Leger Searle, de dochter van Sir Malcolm Searle. Hij kreeg bij haar twee zoons, Christopher en Jeremy.